# Katastrofen i Jernbane-Tunnelen
Katastrofen i Jernbane-Tunnelen er en dansk stumfilm fra 1917 med manuskript af Ingeborg Gerstenberg-Møller.

## Handling
Filmen er et skuespil i tre akter om en ung læge, der på en ferierejse træffer en mystisk fremmed. Ved en jernbaneulykke omkommer den fremmede, der dog inden sin død betror den unge læge en hemmelighed om en mystisk kasse, der viser sig at indeholde et større pengebeløb. 

## Medvirkende
- Holger Reenberg - Dr. Allen
- Ella la Cour - Fru Ford
- Agnes Seemann - Mary, fru Fords datter
- Lucie Larsen - Frøken Amelie Merson